# Raul Badiu
Raul Badiu (n. 27 aprilie 1992, Sibiu, România) este un pilot din Campionatul Național de Raliuri al României, care a debutat în anul 2012, după ce a obținut două titluri de Campion Național în Campionatul Național de Slalom Paralel, în sezonul 2010 (clasa 2) și în sezonul 2011 (clasa 4).

## Personal
În 2011 a absolvit Colegiul Național "Gheorghe Lazăr" din Sibiu. Din 2012 este student al Facultății de Drept Simion Bărnuțiu din Sibiu.

## Cariera

### Campionatul Național de Slalom Paralel
Raul Badiu a debutat în activitatea competițională în 2010, prima sa participare la o etapă din cadrul Campionatul Național de Slalom Paralel de consemnându-se pe cunoscutul circuit de la Sibiu.

S-a făcut remarcat încă din primul an, la finalul căruia s-a clasat pe locul 5 în Clasamentul Open (după Lorand Jozsa, Simone Tempestini, Valentin Porcișteanu și Claudiu David), obținând totodată titlul de Campion Național al Clasei 2 (cu 4 victorii de clasă și un loc 2 în cele 6 etape ale campionatului).

Un an mai târziu, în 2011, continuă în Campionatul Național de Slalom Paralel, obținând titlul de Vice-Campion Național Absolut și titlul de Campion Național al Clasei 4.

### Campionatul Național de Raliuri
Cu o carte de vizită deja conturată după cele două sezoane petrecute în Campionatul Național de Slalom Paralel, Raul Badiu debutează în Campionatul Național de Raliuri în 2012.
Ia startul în toate cele 8 etape ale calendarului competițional, pilotând un automobil Dacia Logan, cel mai bun rezultat obținându-l pe teren propriu, în Raliul Sibiului, etapă inclusă în calendarul competițional al Intercontinental Rally Challenge : locul 8 în Clasamentul General FIA și locul 2 la Clasa 9.

## Performanțe

### Sezonul 2010
| #                                                                | Competiția                                                       | Etapa                                                            | Automobil                                                        | Performanța                                      |
| ---------------------------------------------------------------- | ---------------------------------------------------------------- | ---------------------------------------------------------------- | ---------------------------------------------------------------- | ------------------------------------------------ |
| 1                                                                | C.N.S.P.                                                         | Etapa 1                                                          | Opel Kadett                                                      | Locul 1 Clasa 2                                  |
| 2                                                                | C.N.S.P.                                                         | Etapa 2                                                          | Opel Kadett                                                      | Locul 1 Clasa 2                                  |
| 3                                                                | C.N.S.P.                                                         | Etapa 3                                                          | Opel Kadett                                                      | Locul 1 Clasa 2                                  |
| 4                                                                | C.N.S.P.                                                         | Etapa 4                                                          | Opel Kadett                                                      | NP                                               |
| 5                                                                | C.N.S.P.                                                         | Etapa 5                                                          | Opel Kadett                                                      | Locul 2 Clasa 2                                  |
| 6                                                                | C.N.S.P.                                                         | Etapa 6                                                          | Opel Kadett                                                      | Locul 1 Clasa 2                                  |
| -                                                                | Cursa Campionilor                                                | Sibiu                                                            | Dacia Logan                                                      | Locul 2                                          |
| Campionatul Național de Slalom Paralel al României, Sezonul 2010 | Campionatul Național de Slalom Paralel al României, Sezonul 2010 | Campionatul Național de Slalom Paralel al României, Sezonul 2010 | Campionatul Național de Slalom Paralel al României, Sezonul 2010 | Locul 5 Clasament Open, Campion Național Clasa 2 |

### Sezonul 2011
| #                                                                | Competiția                                                       | Etapa                                                            | Automobil                                                        | Performanța                                             |
| ---------------------------------------------------------------- | ---------------------------------------------------------------- | ---------------------------------------------------------------- | ---------------------------------------------------------------- | ------------------------------------------------------- |
| 1                                                                | C.N.S.P.                                                         | Etapa 1                                                          | Opel Kadett                                                      | Locul 3 Clasament Open, Locul 2 Clasa 2                 |
| 2                                                                | C.N.S.P.                                                         | Etapa 2                                                          | Opel Kadett                                                      | Locul 2 Clasament Open, Locul 2 Clasa 2                 |
| 3                                                                | C.N.S.P.                                                         | Etapa 3                                                          | Opel Kadett                                                      | Locul 2 Clasament Open                                  |
| 4                                                                | C.N.S.P.                                                         | Etapa 4                                                          | Opel Kadett                                                      | Locul 3 Clasament OPen                                  |
| 5                                                                | C.N.S.P.                                                         | Etapa 5                                                          | Opel Kadett                                                      | Locul 3 Clasament Open, Locul 3 Clasa 4                 |
| 6                                                                | C.N.S.P.                                                         | Etapa 6                                                          | Opel Kadett                                                      | Locul 1 Clasament Open, Locul 1 Clasa 4                 |
| -                                                                | Cursa Campionilor                                                | Sibiu                                                            | Dacia Logan                                                      | Locul 3                                                 |
| Campionatul Național de Slalom Paralel al României, Sezonul 2011 | Campionatul Național de Slalom Paralel al României, Sezonul 2011 | Campionatul Național de Slalom Paralel al României, Sezonul 2011 | Campionatul Național de Slalom Paralel al României, Sezonul 2011 | Vice-Campion Național Absolut, Campion Național Clasa 4 |

### Sezonul 2012
| Campionat                                                 | Etapa                                                     | Competiția                                                | Copilot                                                   | Automobil                                                 | Performanța                                                         |
| --------------------------------------------------------- | --------------------------------------------------------- | --------------------------------------------------------- | --------------------------------------------------------- | --------------------------------------------------------- | ------------------------------------------------------------------- |
| C.N.R.                                                    | 1                                                         | Raliul Brașovului                                         | Sergiu Itu                                                | Dacia Logan                                               | Abandon                                                             |
| C.N.R.                                                    | 2                                                         | Raliul Timișului                                          | Sergiu Itu                                                | Dacia Logan                                               | Locul 25 Clasament general FIA, Locul 2 Dacia Logan                 |
| C.N.R.                                                    | 3                                                         | Raliul Moldovei                                           | Raluca Magdaș                                             | Dacia Logan                                               | Locul 18 Clasament general FIA, Locul 2 Dacia Logan                 |
| C.N.R.                                                    | 4                                                         | Transilvania Rally                                        | Sergiu Itu                                                | Dacia Logan                                               | Locul 18 Clasament general FIA, Locul 2 Dacia Logan                 |
| C.N.R.                                                    | 5                                                         | Raliul Sibiului                                           | Sergiu Itu                                                | Dacia Logan                                               | Locul 8 Clasament general FIA, Locul 2 Dacia Logan                  |
| C.N.R.                                                    | 6                                                         | Raliul Aradului                                           | Sergiu Itu                                                | Dacia Logan                                               | Locul 20 Clasament general FIA, Locul 2 Dacia Logan                 |
| C.N.R.                                                    | 7                                                         | Raliul Țara Bârsei                                        | Raluca Magdaș                                             | Dacia Logan                                               | Locul 12 Clasament general FIA, Locul 1 Dacia Logan                 |
| C.N.R.                                                    | 8                                                         | Raliul Iașului                                            | Raluca Magdaș                                             | Dacia Logan                                               | Abandon tehnic                                                      |
| Campionatul Național de Raliuri al României, Sezonul 2012 | Campionatul Național de Raliuri al României, Sezonul 2012 | Campionatul Național de Raliuri al României, Sezonul 2012 | Campionatul Național de Raliuri al României, Sezonul 2012 | Campionatul Național de Raliuri al României, Sezonul 2012 | Locul 17 Clasament general FIA, Locul 2 Clasa 2, Locul 2 Cupa Dacia |

### Sezonul 2013
| Campionat | Etapa | Competiția         | Copilot      | Automobil   | Performanța                                                          |
| --------- | ----- | ------------------ | ------------ | ----------- | -------------------------------------------------------------------- |
| C.N.R.    | 1     | TESS Rally         | Răzvan Hulea | Dacia Logan | Locul 13 Clasament general FIA, Locul 1 Clasa 9, Locul 1 Dacia Logan |
| C.N.R.    | 2     | Timis Rally        | Răzvan Hulea | Dacia Logan | Locul 18 Clasament general FIA, Locul 1 Clasa 9, Locul 1 Dacia Logan |
| C.N.R.    | 3     | Delta Rally        | Răzvan Hulea | Dacia Logan | Abandon                                                              |
| C.N.R.    | 4     | Transilvania Rally | Răzvan Hulea | Dacia Logan | Locul 16 Clasament general FIA, Locul 1 Clasa 9, Locul 1 Dacia Logan |
| C.N.R.    | 5     | Sibiu Rally        | Răzvan Hulea | Dacia Logan | Locul 14 Clasament general FIA, Locul 3 Clasa 9, Locul 2 Dacia Logan |
| C.N.R.    | 6     | Arad Rally         | Răzvan Hulea | Dacia Logan | Abandon                                                              |

C.N.R. 
| Campionat                                     | Etapa | Competiția  | Copilot      | Automobil   | Performanța                                     |
| --------------------------------------------- | ----- | ----------- | ------------ | ----------- | ----------------------------------------------- |
| E.R.C.                                        | 7     | Sibiu Rally | Răzvan Hulea | Dacia Logan | Locul 19 Clasament general FIA, Locul 2 Clasa 9 |
| Campionatul European de Raliuri, Sezonul 2013 |       |             |              |             |                                                 |